# تشارلز د. باركر
تشارلز د. باركر (بالإنجليزية: Charles D. Parker)‏ هو سياسي أمريكي، ولد في 27 ديسمبر 1827 في مقاطعة كوس في الولايات المتحدة، وتوفي في 27 ديسمبر 1925 في ريفر فولز في الولايات المتحدة. حزبياً، نشط في الحزب الديمقراطي. وقد انتخب عضو جمعية ولاية ويسكونسن.